# Rodica Frîntu
Rodica Frîntu (* 29. März 1960) ist eine ehemalige rumänische Ruderin. Sie war 1980 Olympiadritte und 1981 Weltmeisterschaftsdritte im Achter.

## Sportliche Karriere
Die 1,76 m große Rodica Frîntu rückte 1980 in den rumänischen Achter. 1980 nahmen bei den Olympischen Spielen 1980 in Moskau nur sechs Frauenachter teil, von denen fünf das Finale bestritten. Der rumänische Achter mit Angelica Aposteanu, Marlena Zagoni, Rodica Frîntu, Florica Bucur, Rodica Puscatu, Ana Iliuță, Maria Constantinescu, Elena Bondar und Steuerfrau Elena Dobrițoiu gewann die Bronzemedaille hinter den Booten aus der DDR und der UdSSR.
Bei den Weltmeisterschaften in München ruderte der rumänische Achter in der Besetzung Rodica Frîntu, Florica Bucur, Luminata Furcila, Maricica Țăran, Cristina Onofrei, Maria Naghiu, Mariana Zaharia, Elena Bondar und Elena Radu-Dobrițoiu. Es siegte das Boot aus der UdSSR vor dem Boot aus den Vereinigten Staaten und den Rumäninnen.